# Église Saint-Vivien de Pons
L'église Saint-Vivien est une église de style roman saintongeais située à Pons en Saintonge, dans le département français de la Charente-Maritime en région Nouvelle-Aquitaine.

## Historique
L'église Saint-Vivien de Pons fut construite en style roman au XIIe siècle, il en est question en 1169 dans une lettre d'Adhémar Charbonel, évêque de Saintes qui venait d'être élu, successeur de saint Vivien dont le tombeau était devenu une église canoniale. 
Placée en bas du village le long de la Seugne et en direction de l'Hôpital des pèlerins qui avait été fondé au XIIe siècle par Geoffroy III de Pons (+1152), qui est aussi d'architecture romane et qui était une dépendance d'une l'église Saint-Martin bâtie avant 1060; Saint-Vivien avait titre de prieuré avant de devenir l'église paroissiale de Pons.
Elle a été remaniée au XVe siècle.
Elle fait l'objet d'un classement au titre des monuments historiques depuis le 23 février 1912.

## Description

### Extérieur
Comme dans beaucoup d'églises romanes de Saintonge, l'église Saint-Vivien de Pons présente un portail à arcatures latérales aveugles. La façade sans clocher est de style roman avec un porche et deux niches plus basses donnant un style d'arc de triomphe. Le porche simple a cinq piliers de chaque côté et quatre archivoltes à décor floral. De côté, deux niches avec deux piliers et deux archivoltes servant à héberger des statues sont actuellement vides. En haut une baie géminée romane a été remaniée avec des entrelacs gothiques ; elle éclaire dans l'axe la nef ; de chaque côté de cette baie se trouvent trois arches réparties en 2+1 de style roman. En haut et de chaque côté se trouvent deux clochers en campaniles ; ils sont dissymétriques.
Deux portes plus basses et décalées sont de chaque côté de la façade. Une chapelle latérale fait office de baptistère.

### Intérieur
Le chœur est en cul-de-four ; la nef est à quatre travées avec cinq fenêtres sur les bas-côtés et trois dans la nef ; elles sont toutes en plein cintre. Les plafonds sont en bois et plans.

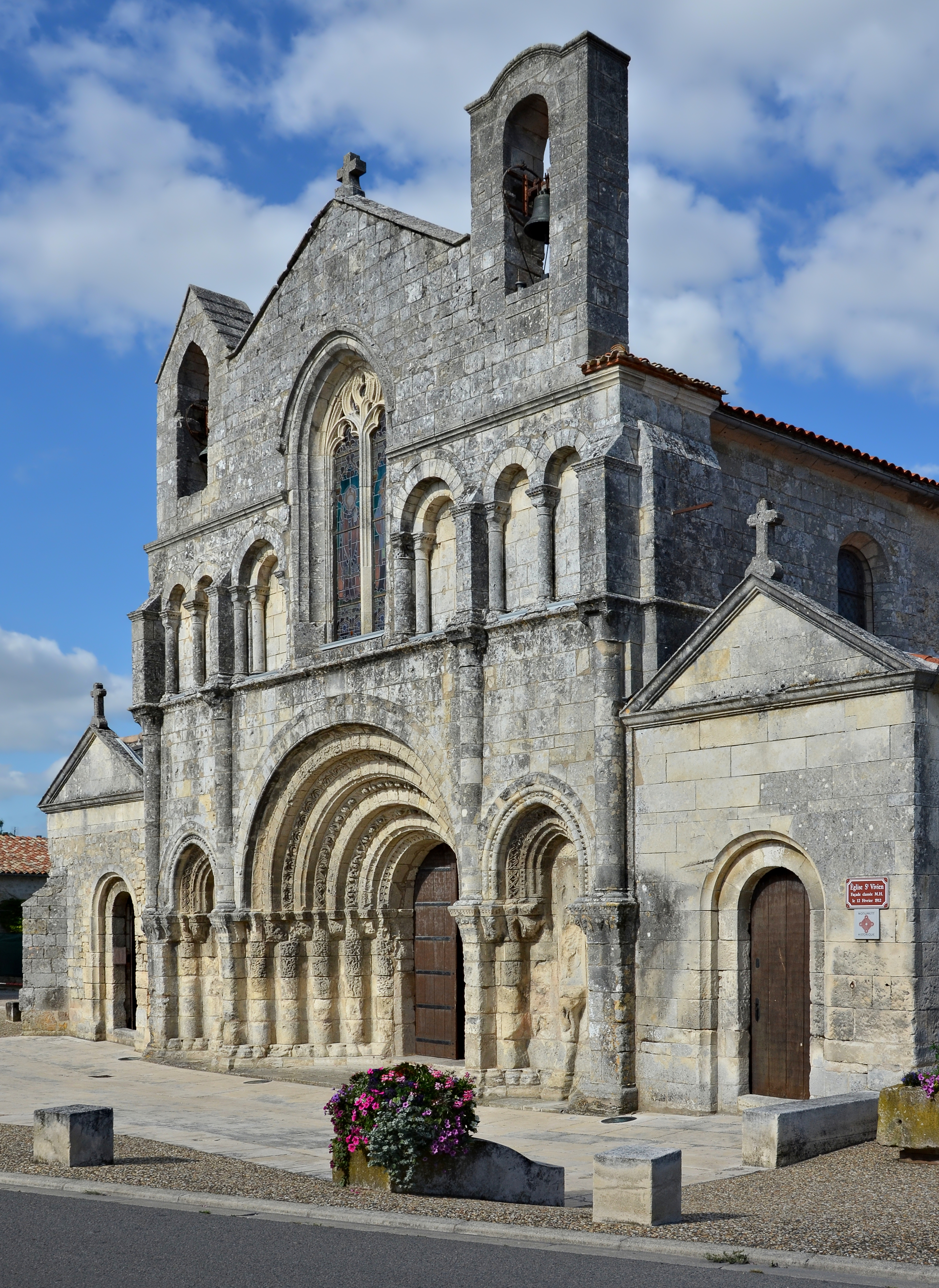
Façade de l'église.
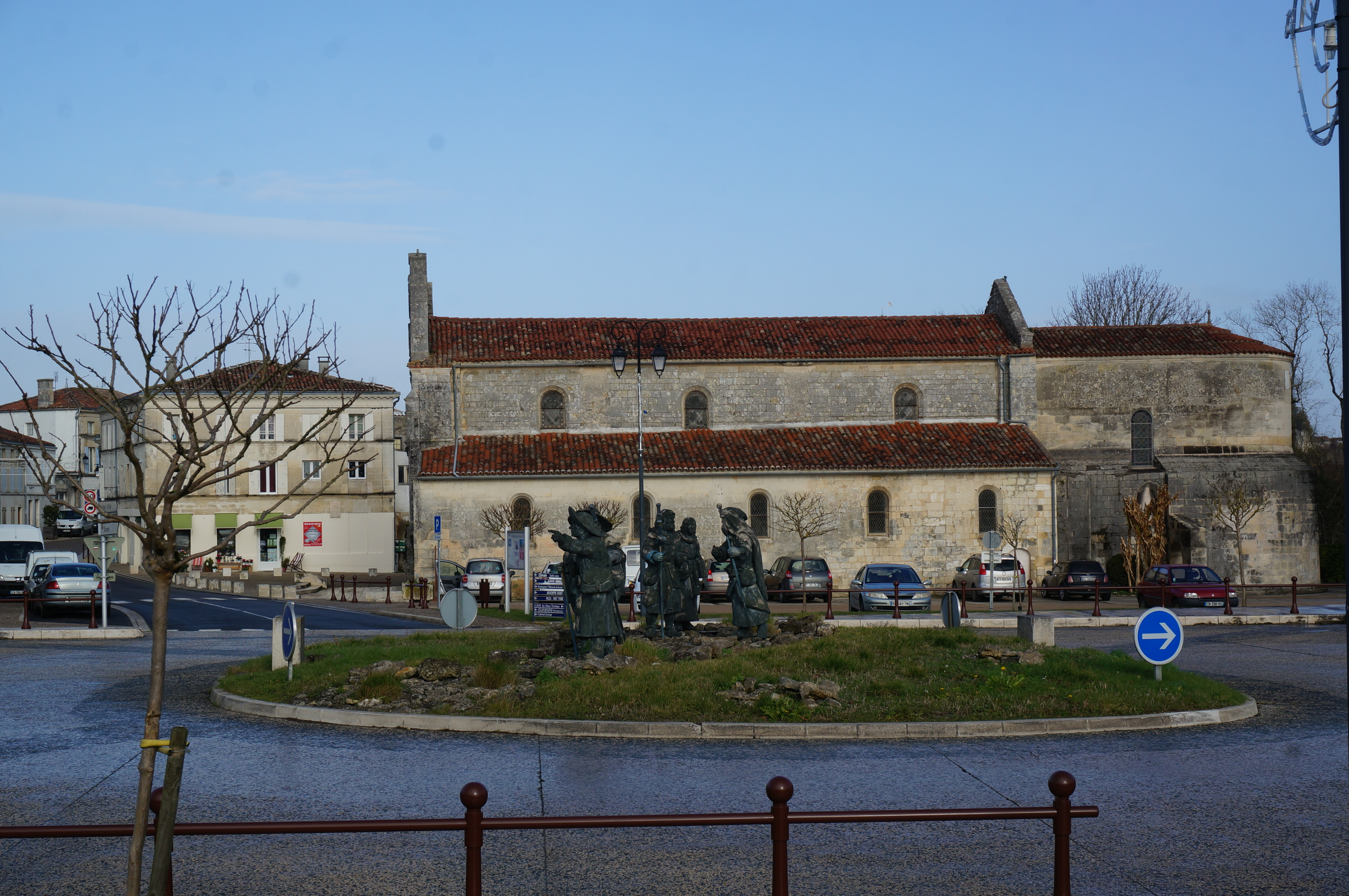
Vue latérale.
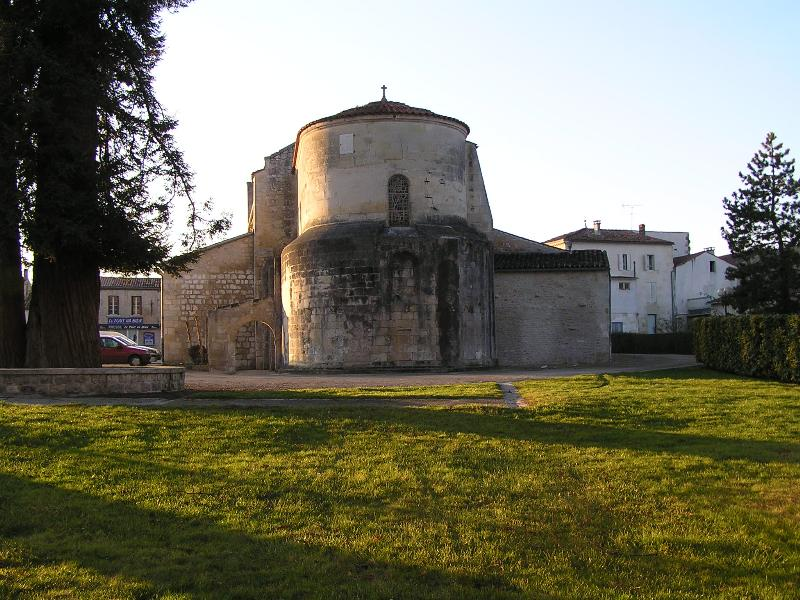
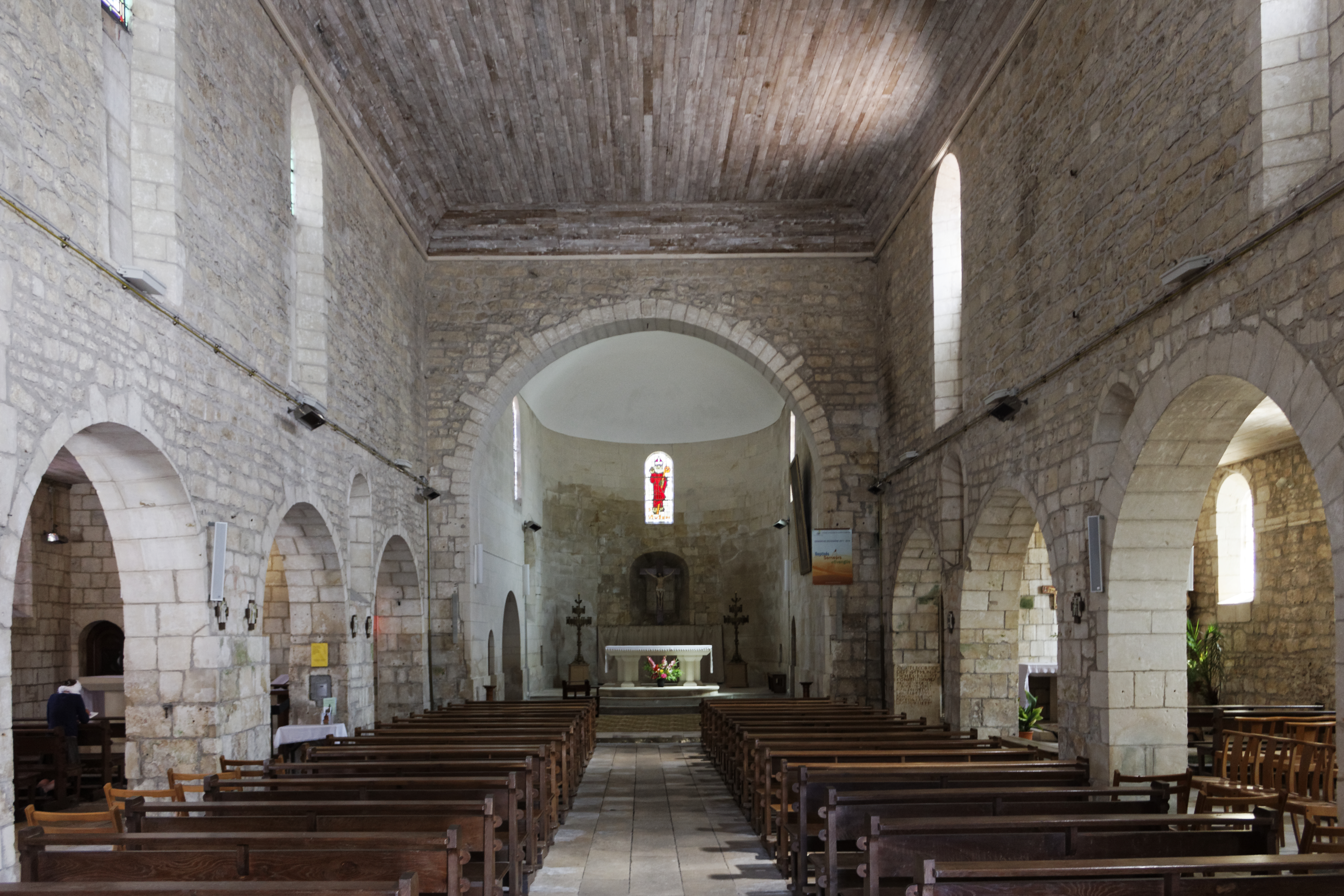
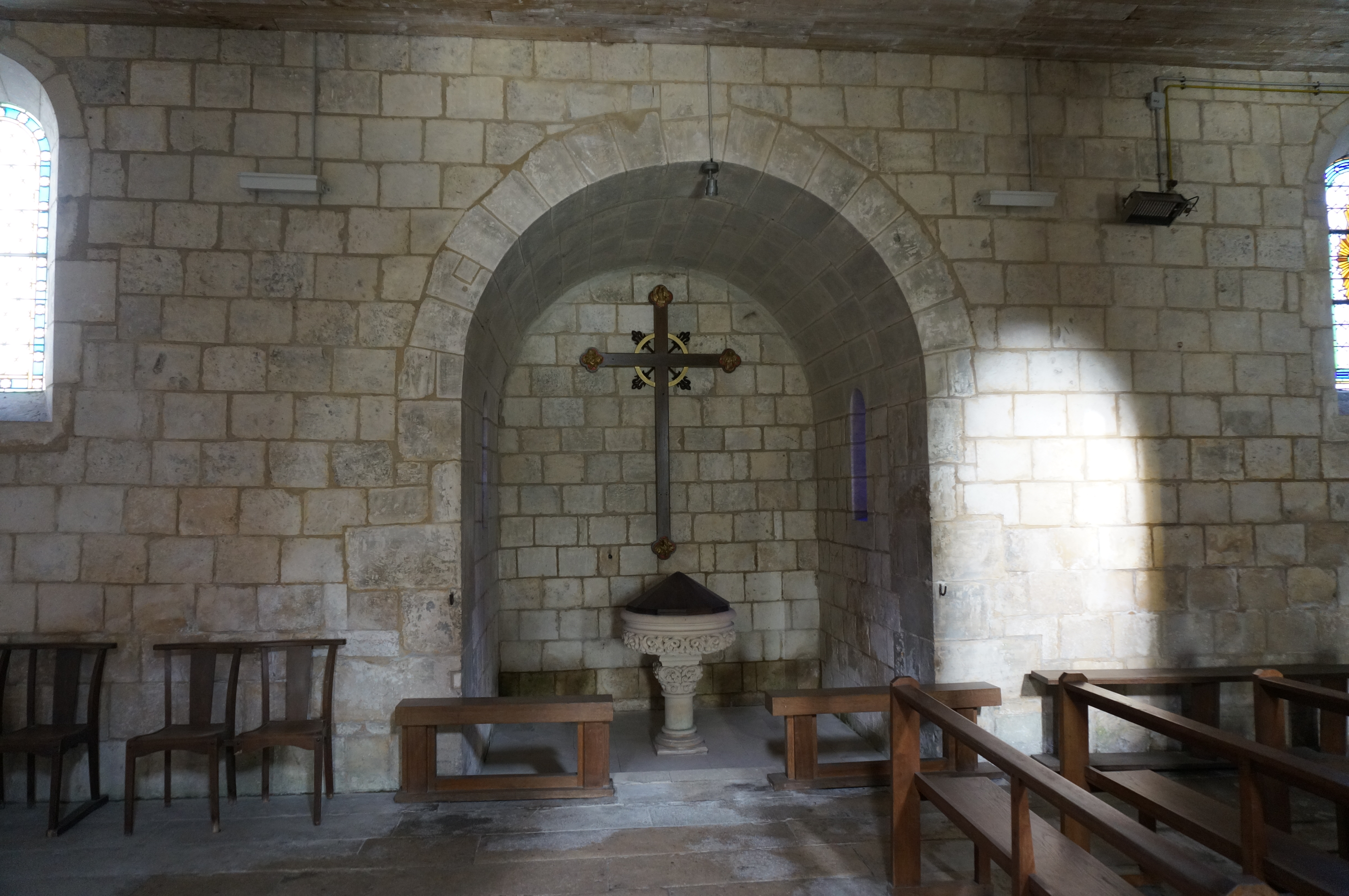
Baptistère.
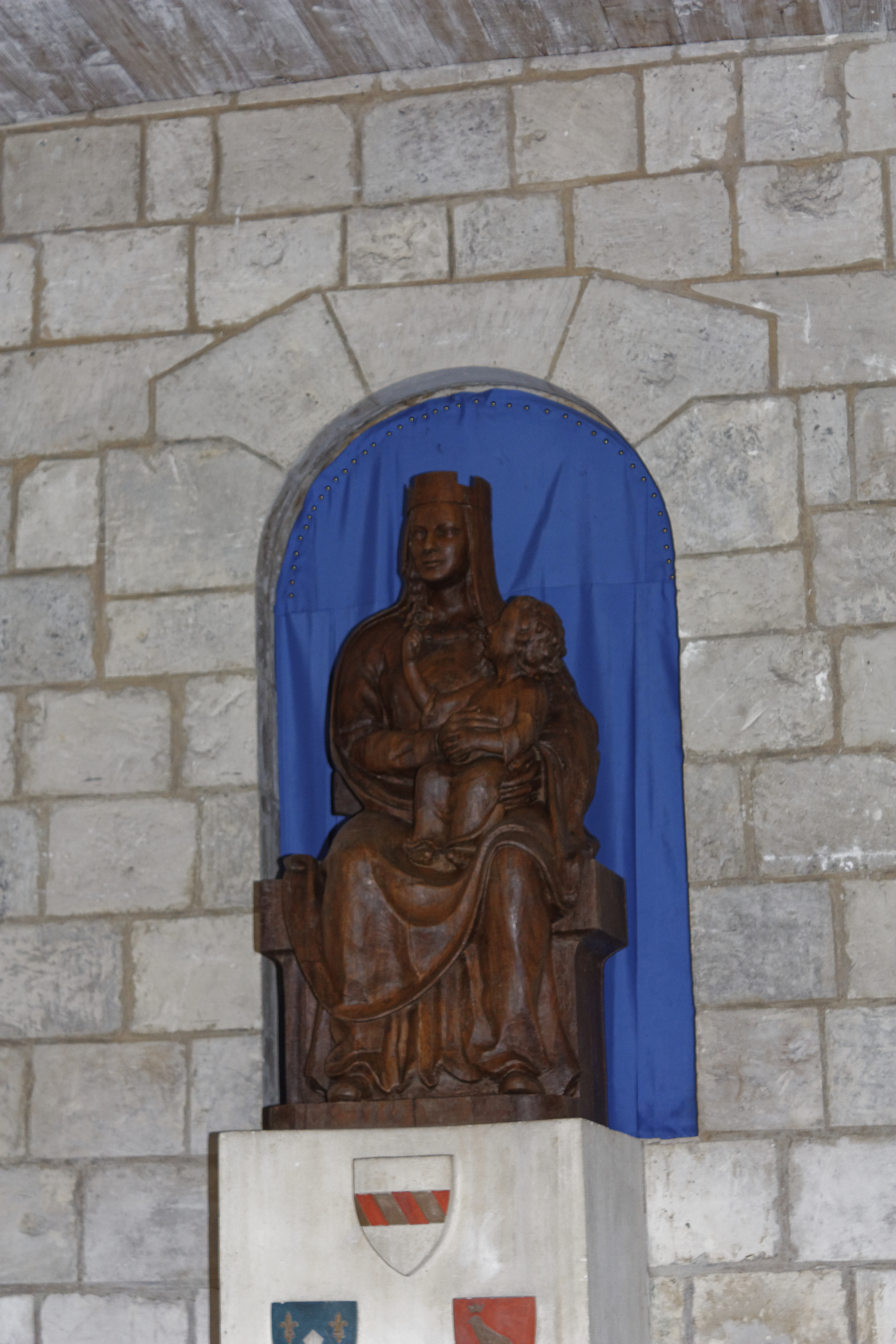
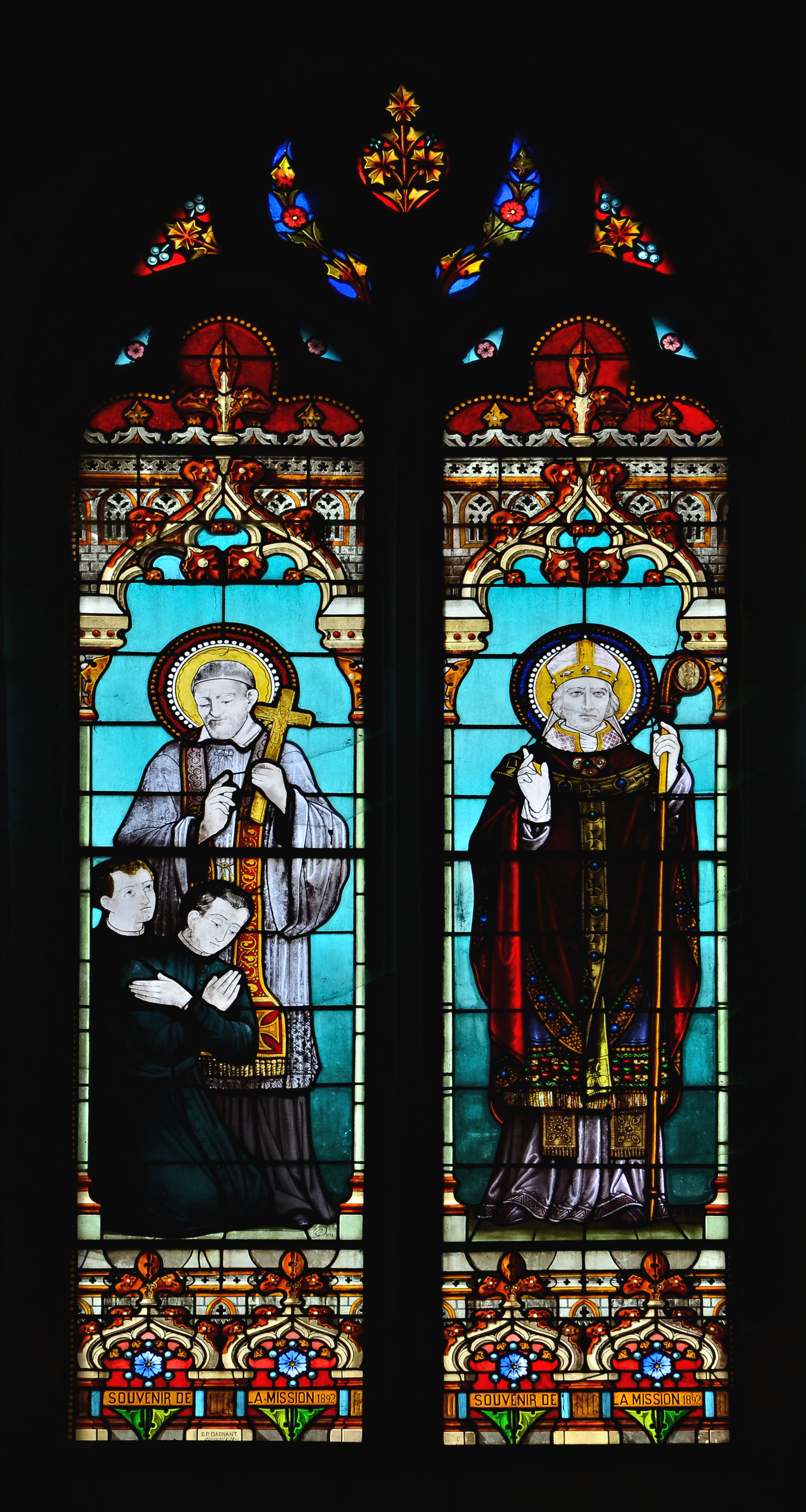
Le vitrail de la façade.